# Posición alfa
En química orgánica, la posición alfa se refiere al primer átomo (principalmente carbono) unido al grupo funcional. Por extensión, el segundo átomo está en la posición beta, y así consecutivamente. Esta nomenclatura también puede ser aplicada a los átomos (principalmente hidrógeno) unidos a dicha posición. Por ejemplo, un átomo de hidrógeno unido a un carbono alfa es denominado un "hidrógeno alfa" (hidrógeno α), un hidrógeno en el carbono beta es un hidrógeno beta, y así.
Esta forma estándar de nombrar es considerada como no coherente con la nomenclatura IUPAC (que alienta la identificación de los átomos por número, no por letra griega); pero de todas formas es muy popular, particularmente debido a que es muy útil en identificar las posiciones relativas de los átomos de carbono a otros grupos funcionales (frecuentemente un carbonilo).

Posiciones alfa y beta de bencil acetona.

En el diagrama anterior están marcados los carbonos alfa y beta a la izquierda del grupo carbonilo.

## Ejemplos

### Proteínas y aminoácidos
El término carbono α es también un término que se aplica a las proteínas y aminoácidos. Es el carbono esqueletal siguiente al carbono carbonílico. En consecuencia, la lectura del esqueleto de carbono de una proteína típica daría una secuencia de C carbonilo, C-α, N, C carbonilo, C-α, N, y así consecutivamente (cuando se lee en la dirección de C a N). El carbono α es donde se unen los diferentes sustituyentes de cada aminoácido diferente. Esto es, los grupos que "cuelgan" del carbono α son los que le dan a los aminoácidos su diversidad. Estos grupos le dan al carbono α sus propiedades estereogénicas para cada aminoácido, excepto para la glicina. En consecuencia, el carbono α es un estereocentro para cada aminoácido, excepto para la glicina. El carbono α de un aminoácido es importante en el plegamiento de proteínas. Cuando se describe una proteína (que es una cadena de aminoácidos), frecuentemente se aproxima la ubicación de cada aminoácido como la ubicación de su carbono α. En general, los carbonos α de aminoácidos adyacentes en una proteína distan 3,8 ángstroms (380 picómetros)..

### Enoles y enolatos
El carbono α es importante para los enoles y la química de carbonilos basada en enolatos. Las transformaciones químicas efecutadas por la conversión de enoles o enolatos conducen generalmente a que el carbono α actúe como un nucleófilo, por ejemplo, alquilándose en presencia de un haloalcano primario. Una excepción es en la reacción con cloruros, bromuros y yoduros de silicio, donde el oxígeno actúa como el nucleófilo, para producir silil enol éter. En las cetonas (un tipo de carbonilo) con átomos de hidrógeno α ácido a cualquier lado del carbono carbonílico, la selectividad de la deprotonación puede conseguirse bajo condiciones seleccionadas. A temperaturas bajas (-78 °C, en baño de hielo seco), en solventes apróticos, y con bases voluminosas no equilibrantes (por ejemplo, LDA), el protón "cinético" puede ser eliminado. Bajo condiciones más termodinámicas (temperatura más moderada, base débil, y solvente prótico) el equilibrio se establece entre la cetona y los dos enolatos posibles, el enolato favorecido es el enolato "termodinámico", y es favorecido por su menor nivel de energía comparado con el otro enolato posible. Entonces, mediante una elección adecuada de las condiciones "correctas" puede generarse el rendimiento de un enolato del producto deseado, y minimizar la formación del producto indeseado.